# اتفاقية الأخشاب الاستوائية الدولية 2006
اتفاقية الأخشاب الاستوائية الدولية (بالإنجليزية: International Tropic Timber Agreement) هي اتفاقية تهدف إلى توفير إطار فعال للتعاون بين منتجي الأخشاب الاستوائية ومستهلكيها، وتشجيع تطوير السياسات الوطنية لتحقيق الاستغلال المستدام والحفاظ على الغابات الاستوائية والموارد الوراثية للغابات.
أُنشئت المنظمة الدولية للأخشاب الاستوائية بموجب هذه الاتفاقية، التي فُتحت للتوقيع في 18 نوفمبر 1983، ودخلت حيز التنفيذ في 1 أبريل 1985. تلتها اتفاقيات لاحقة بعدد أكبر من الأطراف في عام 1994 (الاتفاقية الثانية) وعام 2006 (الاتفاقية الثالثة).
جاءت الاتفاقية الثانية (1994) لضمان أن تكون صادرات الأخشاب الاستوائية بحلول عام 2000 من مصادر مُدارة بشكل مستدام، وإنشاء صندوق لمساعدة المنتجين على توفير الموارد اللازمة لتحقيق هذا الهدف، كما حددت صلاحيات المنظمة الدولية للأخشاب الاستوائية بشكل أوضح. فُتحت للتوقيع في 26 يناير 1994 ودخلت حيز التنفيذ في 1 يناير 1997.
أما الاتفاقية الثالثة (2006) فهدفت إلى «تعزيز التوسع والتنويع في التجارة الدولية للأخشاب الاستوائية من غابات مُدارة بشكل مستدام وقانوني، وتعزيز الإدارة المستدامة للغابات المنتجة للأخشاب الاستوائية». دخلت حيز التنفيذ في 7 ديسمبر 2011.

## الأطراف
وقّعت 58 دولة على اتفاقية عام 1983:
أستراليا، النمسا، بلجيكا، بوليفيا، البرازيل، بورما، الكاميرون، كندا، الصين، كولومبيا، جمهورية الكونغو الديمقراطية، جمهورية الكونغو، ساحل العاج، الدنمارك، الإكوادور، مصر، الاتحاد الأوروبي، فيجي، فنلندا، فرنسا، الغابون، ألمانيا، غانا، اليونان، غيانا، هندوراس، الهند، إندونيسيا، أيرلندا، إيطاليا، اليابان، كوريا الجنوبية، ليبيريا، لوكسمبورغ، ماليزيا، نيبال، هولندا، نيوزيلندا، النرويج، بنما، بابوا غينيا الجديدة، بيرو، الفلبين، البرتغال، روسيا، إسبانيا، السويد، سويسرا، تايلاند، توغو، ترينيداد وتوباغو، المملكة المتحدة، الولايات المتحدة، فنزويلا.
وصادقت 62 دولة في النهاية على اتفاقية 1994:
أستراليا، النمسا، بلجيكا، بوليفيا، البرازيل، بورما، كمبوديا، الكاميرون، كندا، جمهورية إفريقيا الوسطى، الصين، كولومبيا، جمهورية الكونغو الديمقراطية، جمهورية الكونغو، ساحل العاج، الدنمارك، الإكوادور، مصر، الاتحاد الأوروبي، فيجي، فنلندا، فرنسا، الغابون، ألمانيا، غانا، اليونان، غواتيمالا، غيانا، هندوراس، الهند، إندونيسيا، أيرلندا، إيطاليا، اليابان، كوريا الجنوبية، ليبيريا، لوكسمبورغ، ماليزيا، المكسيك، نيبال، هولندا، نيوزيلندا، نيجيريا، النرويج، بنما، بابوا غينيا الجديدة، بيرو، الفلبين، بولندا، البرتغال، إسبانيا، سورينام، السويد، سويسرا، تايلاند، توغو، ترينيداد وتوباغو، المملكة المتحدة، الولايات المتحدة، أوروغواي، فانواتو، فنزويلا.
حتى أكتوبر 2018، بلغ عدد الأطراف في اتفاقية 2006 نحو 74 دولة. وقد وقعت نيجيريا وباراغواي على الاتفاقية دون أن تصدقا عليها. وصدقت كندا عليها عام 2009 لكنها انسحبت لاحقًا.

## روابط خارجية
- الموقع الرسمي للمنظمة الدولية للأخشاب الاستوائية
- قائمة التصديقات قالب:وصلة أرشيف.
- نص الاتفاقية